# 国際興業バス戸田営業所
国際興業バス戸田営業所（こくさいこうぎょうバスとだえいぎょうしょ）は、埼玉県戸田市美女木東2-1-3の東京外環自動車道沿いにある国際興業バスの営業所の一つである。
埼玉県川口市・蕨市・戸田市・さいたま市（南区・浦和区・桜区）の路線を担当している。

## 沿革
- 1971年4月16日 - 開設。それまで戸田・蕨地区周辺の路線は練馬・志村・赤羽・川口・浦和等の営業所が分担していたが、京浜東北線西側の更なる運行強化の為当営業所が開設され、周辺地区の路線を担当する事になった。
- 1985年10月1日 - 埼京線開通に伴い、管内全域で大幅な路線再編・ダイヤ改正を実施する。
- 1997年5月 - バス共通カード導入
- 2002年5月1日 - 2001年に設立された「さいたま国際バス」へ、当営業所の南浦06と武浦01、武浦80を移管。
- 2003年11月16日 - 埼玉地区の路線大再編によって、路線改廃・ダイヤ改正を実施する[1]。
- 2004年4月1日 - さいたま国際バスの解散に伴い、上記路線を国際興業直営に再移管。
- 2008年6月28日 - 戸田営業所管内（美笹循環を含むtoco・ぷらっとわらび全線を除く）においてPASMOを導入。

## 現行路線

### 赤羽駅 - 南浦和駅線
- 赤11：赤羽駅東口 →（無停車）→ 川口郵便局 → 川口駅東口 → 西川口駅東口 → 蕨駅東口 → 芝園団地 → 文蔵三丁目 → 南浦和駅西口（深夜バス）

2010年5月17日より、途中停留所からの乗車は不可能となり、降車専用扱い（乗車は赤羽駅のみ）となった。

### 西川口駅 - 北戸田駅・戸田公園駅線
- 西川62：西川口駅西口 - 中町一丁目 - 上戸田地域交流センター - 戸田市役所入口 - 戸田駅入口 - 市民医療センター - 戸田車庫 - 北戸田駅
- 西川63：西川口駅西口 - 中町一丁目 - 上戸田地域交流センター - 戸田公園駅

埼京線開通前は西川51（のちに西川61に変更）が戸田市内中心部へ向かう系統の幹線格だったが、1985年10月1日に埼京線が開業すると、当初の駅設置予定位置が中央通りより外れたため利用者が減少した。西川62は、埼京線開業時の再編で西川50・52・58を統合して新設され、従来まで川口・戸田の共同運行だった川51の出入庫も兼ねていた。2011年1月16日の改正で戸田市役所非経由に経路変更されたほか、戸田公園駅に至る短縮系統の西川63が新設された。西川口駅西口を発車するバスの中でもメイン格だった西川61は2024年4月1日に廃止となり、西川63に振り替えられた。

### 戸田公園駅 - 下笹目線

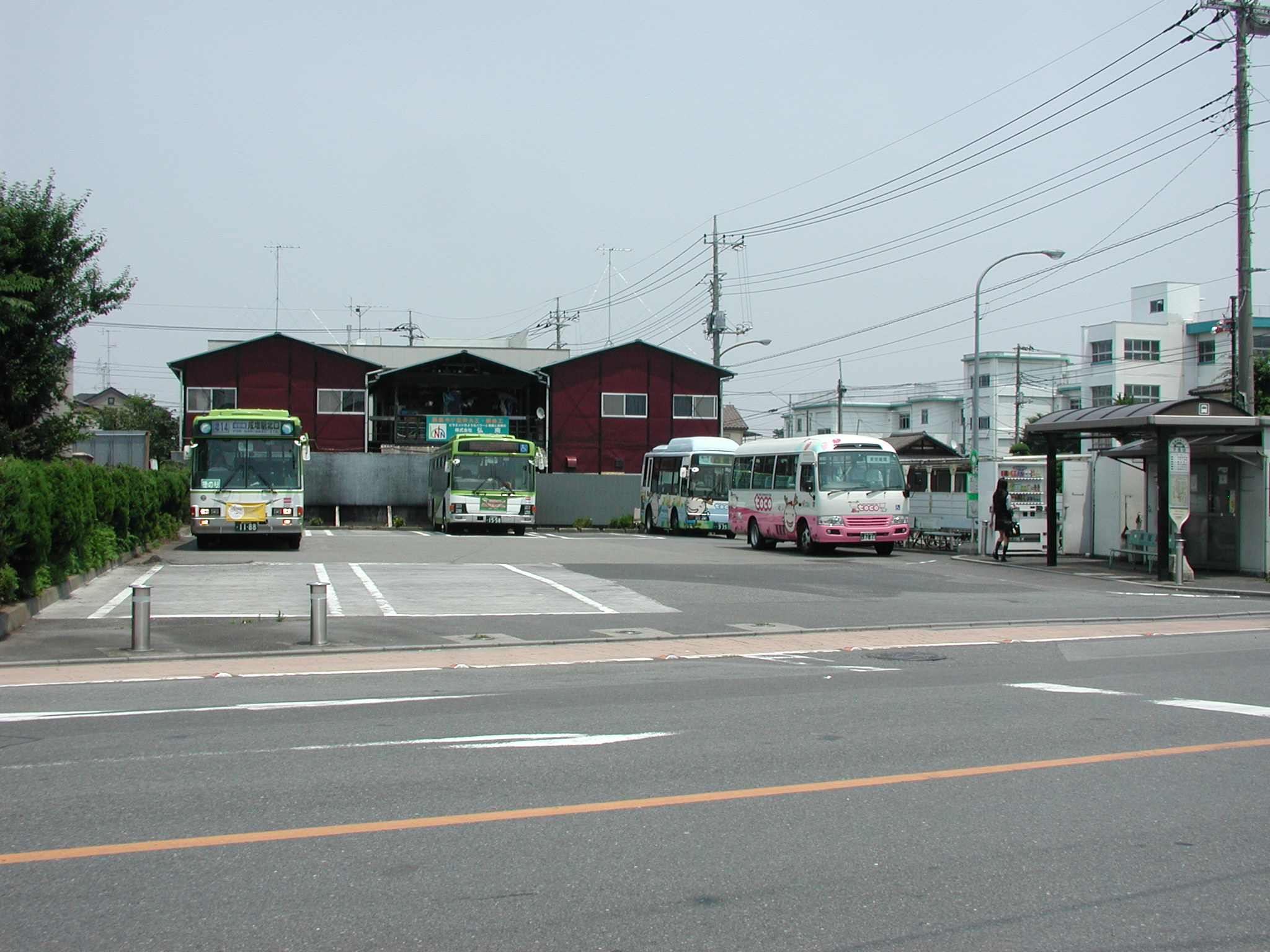
下笹目折返場、戸田市コミュニティバス「toco」も乗り入れる

- 戸52：戸田公園駅 - 浅間橋 - 氷川町三丁目 - 根木橋 - 笹目 - 下笹目

開設時は戸田市役所までの運行だったが、西川口駅発着に変更されて1996年頃に現在の経路となり、2002年11月16日に戸田公園駅折返しの戸52が新設された。2020年3月27日の改正で川口駅西口 - 戸田公園駅間「川52(三代)」が廃止になった。

### 蕨駅 - 芝循環線
- 蕨05：蕨駅西口 → 芝園団地 → 芝塚原 → 芝氷室公園 → 芝支所入口 → 芝塚原 → 芝園団地 → 蕨駅西口（芝循環）
- 蕨05-2：蕨駅西口 → 芝園団地 → 芝塚原 → 芝氷室公園 → 芝支所入口
- 蕨05-3：芝氷室公園 → 芝支所入口 → 芝塚原 → 芝園団地 → 蕨駅西口

蕨駅から芝地区を循環運行する短距離路線で、2011年1月16日までは蕨05が平日日中に南浦和駅まで運行、それ以外は全てが蕨05-2として運行していたが、ダイヤ改正で全便が芝循環として運行する形となり、蕨05-3が新設された。
蕨05-2が入庫、蕨05-3が出庫路線として運行されている。

### 蕨駅 - 南浦和駅線
- 蕨50：蕨駅西口 - 芝園団地 - 芝富士一丁目 - 北町四丁目 - 文蔵一丁目 - 南浦和駅西口
- 蕨50-2：蕨駅西口 - 芝園団地 - 芝富士一丁目 - 北町五丁目 - 法華田 - 戸田車庫（朝・夜間運行、休日運休）

日中は後述の浦19-2と交互に20分間隔で運転する。蕨50-2は朝が蕨方面のみ、夜は車庫方面に入庫する（入庫便は平日・土曜1便で休日は運休）。

### 蕨駅 - 戸田駅入口 - 下笹目線
- 蕨54：蕨駅西口 - 中央浄水場 - 上戸田稲荷 - 戸田市役所入口 - 戸田駅入口 - 新曽入口 - 戸田競艇場入口 - 笹目市営住宅 - 下笹目

蕨駅から戸田駅・戸田競艇場を経由（遠回り）して下笹目へ向かう路線。

### 蕨駅 - 戸田公園駅線
- 蕨55：蕨駅西口 - 中央プール入口 - ちびっこ広場入口 - 東部浄水場 - 本町四丁目 - 戸田公園駅東口

2002年11月16日に新設。戸田公園駅では他の路線が乗り入れる西口ではなく東口から発着する。戸田公園駅東口周辺は道路が狭隘なため一方通行の経路で、蕨駅方面のみに「戸田公園駅入口」停留所が存在する。

### 蕨駅 - 戸田車庫線
- 蕨80：蕨駅西口 - 蕨市役所 - 北町交番 - 西小学校 - 北戸田駅入口 - 戸田車庫
- 蕨81：蕨駅西口 - 市立病院入口 - 北町五丁目 - 法華田 - 戸田車庫

蕨市役所経由の蕨80と市立病院入口経由の蕨81から形成する。蕨81は、2003年11月16日に浦19の経路変更を受け、蕨駅から市立病院への経路を確保すべく新設された。

### 武蔵浦和駅 - 下笹目線
- 武浦01：武蔵浦和駅 - 沼影 - 曲本 - 美女木 - 彩湖・道満グリーンパーク入口 - 下笹目
- 武浦80：武蔵浦和駅 - 沼影 - 曲本 - 美女木 - 戸田車庫（平日朝夕運行）
- 南浦80：南浦和駅 - 白幡坂上 - 武蔵浦和駅 - 沼影 - 曲本 - 美女木 - 戸田車庫（土曜日1往復のみ）

武蔵浦和駅から美女木、彩湖・道満グリーンパークを経て下笹目まで結ぶ武浦01を中心に、南浦80と武浦80の出入庫便が設定されている。南浦80については南浦和駅への出庫便のみの運行から、南浦06の廃止により再び入庫便が復活した（南浦80は土曜日に1往復）。武蔵浦和駅では下笹目方面のみ、東口ロータリーと東北新幹線高架下の2ヶ所に停車する。また、南浦80の南浦和駅西口方面のみ、西口ロータリーへ乗り入れたが後に乗り入れを中止した。

### 武蔵浦和駅 - 松本循環線
- 武浦02：武蔵浦和駅西口 → ナリアガーデン → 沼影中央 → 曲本二丁目 → 松本北 → 松本南 → 松本三丁目 → 曲本二丁目 → 沼影中央 → 武蔵浦和駅西口
- 武浦02-2：武蔵浦和駅西口 → ナリアガーデン → 沼影中央 → 曲本二丁目 → 松本北 → 松本南 → 松本三丁目
- 武浦02-3：松本北 → 松本南 → 松本三丁目 → 曲本二丁目 →　沼影中央 → 武蔵浦和駅西口

2001年に新設された。武蔵浦和駅から彩湖と呼ばれる荒川調整池に程近い松本地区を結ぶ循環路線。松本地区が狭隘なため小型車両での運行。2013年9月20日より、武蔵浦和駅 - 曲本保育園間の経路を（旧）武蔵浦和駅高架下乗場・沼影・沼影市民プール経由から（新）ナリアガーデン・沼影中央経由に変更し、同時に乗り入れロータリーを東口から西口へ変更した。

### 南浦和駅 - イオンモール北戸田線
- 南浦01：南浦和駅西口 - 公会堂入口 - 浦和南高校 - 北戸田駅入口 - イオンモール北戸田
- 南浦07：南浦和駅西口 - 公会堂入口 - 浦和南高校 - 北戸田駅入口 - 戸田車庫（土曜運休）

南浦01は2004年にオープンした「イオン北戸田ショッピングセンター（現・イオンモール北戸田）」へのアクセス路線として、同年11月12日に新設された。終点のショッピングセンター周辺の道路混雑により定時運行が難しくなっている。2010年よりショッピングセンター終点の降車場所が変更になった。南浦07は、現・南浦01開業以前から運転されている路線で、南浦01とほぼ同数の運行本数があったが、2009年4月7日の改正で大幅に減便され、現在は僅かの運行となっている。

### 南浦和駅 - 武蔵浦和駅 - 田島団地線
- 南浦08：南浦和駅西口 - 根岸橋 - 辻五反田 - 六辻 - 根岸五丁目 - 武蔵浦和駅（高架下） - 沼影 - 田島団地

比較的短距離路線だが、武蔵浦和駅周辺の渋滞のために遅延することもある。武蔵浦和駅では、この南浦08のみ定時性確保の目的から武蔵浦和駅高架下のみの発着で、駅前ロータリーには乗り入れない。平日には深夜バスが1便運行される。

### 南浦和駅 - 細野循環線
- 南浦51：南浦和駅東口 - 浦和競馬場 - 細野 - 二十三夜坂下 （土曜、休日運休）
- 南浦52：南浦和駅東口 → 東台 → 細野 → 太田窪四丁目 → 浦和競馬場 → 南浦和一丁目 → 大谷場 → 向原 → 南浦和駅東口（午前運行、土休日運休）
- 南浦52：南浦和駅東口 → 大谷場小学校 → 浦和競馬場 → 太田窪四丁目 → 細野 → 谷田小学校 → 南浦和二丁目 → 南浦和駅東口（午後運行、土休日運休）

2003年11月16日の改正によって蕨05が大減便されたのに伴い、本数が大幅に減らされた細野地区の輸送を補完するために南浦和駅東口を起点に循環する形に変更した。午前は東台先回り、午後は競馬場先回りで運行されるが、大谷場地区の経由地が多少異なる。
2024年7月16日の南浦51は朝の出庫のみ。
2013年3月16日のダイヤ改正により、平日と土曜の10時 - 18時台の運行及び日曜祝日は全便運休となった。
2020年3月27日ダイヤ改正で土曜日の運行を取りやめ、平日のみの運行となった。
2024年7月16日のダイヤ改正により、南浦52の夜間1便を南浦51に変更。南浦和駅発二十三夜坂下行の便を新設(予定)

### 南浦和駅 - 柳崎循環線
- 南浦50：南浦和駅東口 - 二十三夜 - 円正寺（平日深夜運行）
- 南浦55：南浦和駅東口 → 二十三夜 → 円正寺 → 柳崎中央 → 西伊刈 → 円正寺 → 二十三夜 → 南浦和駅東口
- 南浦55-2：円正寺第一公園入口 → 柳崎中央 → 西伊刈 → 円正寺 → 二十三夜 → 南浦和駅東口（早朝運行）
- 南浦55-3：南浦和駅東口 → 二十三夜 → 円正寺 → 柳崎中央 → 牛田橋（夜間運行）

2005年9月1日に南浦50を延長する形で南浦55が新設された。始発 - 13時までは柳崎先回り、14時-終発までは西伊刈先回りで運転されていたが、2009年4月7日の改正で全便柳崎先回りに統一された。南浦55-2・55-3は出入庫で、南浦55-3は平日に深夜バスも設定している。円正寺付近にはさいたま市コミュニティバス南区役所線も走っている。

### 南浦和駅 - 文蔵小学校 - 北戸田駅入口 - 戸田車庫線
- 南浦84：南浦和駅西口 - 文蔵小学校 - 西小学校 - 北戸田駅入口 - 戸田車庫

1998年7月16日に新設。浦07・50・南浦50の戸田移管と南浦11・52・55の新設などの影響で本数が増えたが、2009年4月7日の改正で大幅な減便となった。

### 浦和駅 - 根岸五丁目 - 北町4丁目 -  蕨駅線
- 浦19-2：浦和駅西口 - 県庁前 - 大里 - 根岸五丁目 - 六辻 - 北町五丁目 - 北町4丁目 - 芝園団地 - 蕨駅西口
- 浦81：浦和駅西口 - 県庁前 - 大里 - 武蔵浦和駅 - 沼影 - 曲本 - 美女木 - 戸田車庫（朝・夜間運行）

以前は市立病院経由（浦19）と北町四丁目経由（浦19-2）の2路線が交互に運行されていたが、国道と市役所通りを結ぶ市道が渋滞になりやすいこともあり、2003年11月16日、浦19が廃止、代わりに蕨81が新設されている。
浦81は出入庫便で、浦和駅方向のみ武蔵浦和駅東口ロータリーに乗り入れる。

### 浦和駅 - 二十三夜 - 南浦和駅線
- 浦50：浦和駅東口 - 太田窪 - 細野 - 太田窪五丁目 - 二十三夜坂下 - 小谷場 - 南浦和駅西口
- 浦50-2：浦和駅東口 - 太田窪 - 細野 - 太田窪五丁目 - 二十三夜坂下（早朝・夜間運行）
- 南浦12：南浦和駅西口 - 文蔵 - 藤右ヱ門橋（早朝・夜間運行）

2007年11月1日、浦和駅東口の駅前広場の整備が進み、浦50の浦和駅東口乗入れが再開されたと同時に、東口通り停留所は浦和駅東口に名称変更された。2009年4月7日に新設された浦50-2・南浦12は出入庫系統である。

### 浦和駅 - 武蔵浦和駅 - 田島団地線
- 武浦10：浦和駅西口 - 県庁前 - 別所六丁目 - 武蔵浦和駅西口 - 沼影 - 田島団地(朝夕運行)
- 武浦10-2：浦和駅西口 - 県庁前 - 別所六丁目 - 武蔵浦和駅西口（日中運行）

2017年8月1日に浦10（浦和駅 - 中浦和駅 - 西浦和駅入口 - 田島団地）の代替として新設された。浦和駅から県庁前・武蔵浦和駅を経由して田島団地へ向かう路線で、従来より南浦08が運行している田島団地から、埼京線快速電車および武蔵野線が停車する武蔵浦和駅と県庁、さらに上野東京ラインが停車する浦和駅を乗り換え無しで結ぶ。しかし本数は田島団地発で7 - 9時台に1 - 2本、15 - 18時台に1本ずつが全曜日共通で設定されているのみで、それ以外の日中は武浦10-2が毎時1本設定されている。

### 戸田公園駅 - 戸田ボートレース場線
- 戸100：戸田公園駅 -（直行）- 戸田ボートレース場

競艇開催時のみ運行。戸田の管轄系統であるが、他の営業所からも応援で輸送する。なお2023年1月7日付で、運休中だった川100は廃止され、上記戸100系統のみの運行となった。

### 戸田市コミュニティバス「Toco」
- Tocoを参照（喜沢循環・川岸循環・西循環・南西循環を担当）。

### 蕨市コミュニティバス「ぷらっとわらび」
- ぷらっとわらびを参照。

## 高速バス

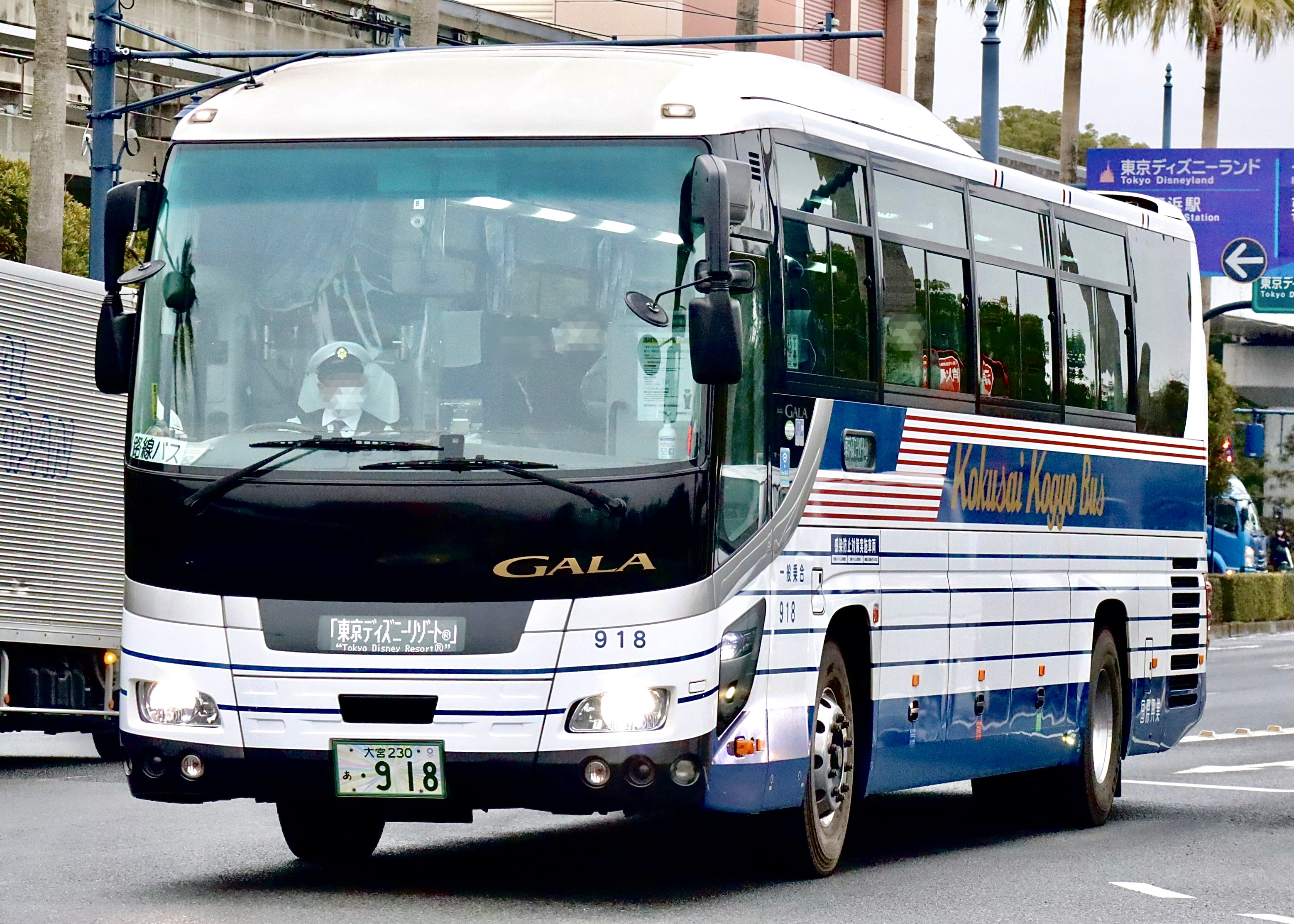
東京ディズニーリゾート行きとなる高速バス

- 池袋羽田線：池袋駅 - 羽田空港（東京空港交通と共同運行）
- 浦和羽田線：ロイヤルパインズホテル浦和 - 浦和駅西口 - 武蔵浦和駅西口 - 羽田空港（東京空港交通と共同運行）
- 大宮羽田線：西武バス大宮営業所 - 大宮駅西口 - （さいたま新都心駅） - 羽田空港（西武観光バス・京浜急行バス・東京空港交通と共同運行）
- 川口羽田線：川口元郷駅 - 川口駅東口 - 羽田空港（京浜急行バスと共同運行）
- 武蔵浦和・池袋〜東京ディズニーリゾート線：武蔵浦和駅 - 池袋駅 - 東京ディズニーリゾート（京成バス・京成トランジットバスと共同運行）

さいたま新都心駅は羽田空港行きが始発から3便と夕方・夜間の国際線直通便のみ停車するが、大宮営業所行きは全便が停車する。

## 廃止・移管路線
- 西川50：西川口駅西口 - 中町一丁目 - 五差路 - 根木橋 - 医療保健センター - 戸田車庫

1985年10月1日の埼京線開通によって西川50・52・58が全て統合され、現在は西川62として運行している。
- 西川51：西川口駅西口 - 中町一丁目 - 五差路 - 根木橋 - 笹目 - 下笹目

1985年10月1日に西川61へ系統番号変更の上、運行中。
- 西川52：西川口駅西口 - 中町一丁目 - 五差路 - 戸田市役所

1985年10月1日の埼京線開通によって西川50・52・58が全て統合され、現在は西川62として運行している。
- 西川55：西川口駅西口 - 中町二丁目 - 戸田高校 - 蕨市役所 - 蕨駅西口
- 西川56：西川口駅西口 - 中町二丁目 - 戸田公団

両系統とも1985年10月1日の埼京線開通によって廃止された。
- 西川57：西川口駅西口 - 中町一丁目 - 五差路 - 根木橋 - 下笹目 - 美女木 - 戸田車庫
- 西川57-2：西川口駅西口 - 中町一丁目 - 五差路 - 根木橋 - 下笹目 - 道満グリーンパーク - 美女木 - 戸田車庫

1985年10月1日の埼京線開通によって、西川60・60-2に系統番号変更。
- 西川58：西川口駅西口 - 中町一丁目 - 五差路 - 戸田市役所 - 戸田高校 - 下笹目

1985年10月1日の埼京線開通によって西川50・52・58が全て統合され、現在は西川62として運行している。
- 西川60：西川口駅西口 - 中町一丁目 - 五差路 - 下笹目 - 美女木 - 戸田車庫
- 西川60-2：西川口駅西口 - 中町一丁目 - 五差路 - 下笹目 - 道満グリーンパーク - 美女木 - 戸田車庫

1985年10月1日の埼京線開通によって西川57・57-2から系統番号変更。2003年11月16日に揃って廃止。
- 西川61：西川口駅西口 - 中町一丁目 - 上戸田地域交流センター - 新曽小学校入口 - 根木橋 - 笹目 - 下笹目
  - 2024年4月1日改正で廃止。[7]
- 西川63（初代）：西川口駅西口 - 中町一丁目 - 福祉センター - 戸田公園駅 - 下笹目

1985年10月1日の埼京線開通によって新設されたが、僅か1年後の1986年12月10日に廃止された。
- 西川63（二代）：西川口駅西口 - 中町一丁目 - 北町五丁目 - 市立病院 - 蕨駅西口

1990年5月16日に西川口・蕨両駅から市立病院への足として新設されたが、1998年7月16日に廃止された。
- 西川63-2：西川口駅西口 - 中町一丁目 - 北町五丁目 - 芝富士一丁目 - 蕨駅西口

1990年5月16日に西川63（2代）と共に新設された市立病院非経由・芝富士一丁目経由の路線だが、1998年7月16日に親路線と同時に廃止された。
- 西川64：西川口駅西口 - 南町コミュニティセンター - 下蕨公民館 - 中央浄水場 - 蕨駅西口

2021年5月16日に廃止。蕨市内に相当するルートについては2005年から運行しているぷらっとわらび 南ルートで代替されている。
- 川52（初代）：川口駅西口 - 飯塚三丁目 - 宮町 - 喜沢南 - 五差路 - 戸田市役所

1975年10月1日に西川口駅発着へ変更された。
- 川52（二代）：川口駅西口 - 大前 - 西川口駅西口

1975年10月1日に初代から変更されて西川口駅発着となったが、1985年10月1日の埼京線開通によって戸田公園駅経由下笹目発着へ変更された。
- 川52 (三代) 川口駅西口 - 喜沢橋 - 戸田公園駅 - 浅間橋 - 氷川町三丁目 - 根木橋 - 笹目 - 下笹目

2020年3月27日廃止。並走する 戸52(戸田公園駅 - 氷川町三丁目 - 下笹目)に統合
- 川53（初代）：川口駅西口 - 川口六丁目 - 喜沢橋 - 戸田公園駅 - 戸田市役所

川口駅から戸田市役所へのアクセス路線として、1985年10月1日の埼京線開業時の再編で新設された。1986年12月10日に廃止。
- 川53（二代）：川口駅西口 - 川口六丁目 - 喜沢橋 - 戸田公園駅 - 下笹目 - 戸田車庫

2003年11月16日のダイヤ改正で廃止された。
- 川53-2：川口駅西口 - 川口六丁目 - 喜沢橋 - 戸田公園駅 - 下笹目 - 彩湖・道満グリーンパーク - 戸田車庫

1996年頃に新設された、川口から戸田公園を経由する川52の出入庫路線。川53-2はグリーンパークを経由する路線で、区別のために枝番が付いていた。1986年12月10日に廃止。
- 蕨05 (初代)  : 蕨駅西口 - 芝支所 - 宮根 - 蕨駅東口
- 蕨05（二代）：蕨駅西口 - 芝支所 - 浦和競馬場 - 南浦和駅東口

川03の南浦和地区と蕨05（初代）の芝地区の代替路線として新設、末期は平日日中のみ運行していた。
- 蕨56：蕨駅西口 - 中央浄水場 - 上戸田稲荷 - 戸田橋 - 高島平操車場

1985年10月1日の埼京線開通によって浦20（浦和駅西口 - 高島平操車場）を分断し、残した蕨方を系統番号変更して新設した。1990年5月16日に廃止。
- 浦07：浦和駅西口 - 太田窪 - 稲荷越 - 明花 - 柳崎二丁目 - 円正寺 - 二十三夜 - 東台 - 南浦和駅東口

2005年9月16日にさいたま東営業所から移管され、2009年4月7日に廃止された。
- 浦10：浦和駅西口 - 県庁前 - 中浦和駅 - 田島 - 西浦和駅入口 - 田島団地

浦和駅から田島・西浦和駅を経由し、西浦和駅南側に広がる田島団地へ向かう。田島団地発着路線では南浦08の方が本数が多く、2013年3月16日のダイヤ改正で減便されても運行を続けていたが、2017年8月1日に武蔵浦和駅経由で浦和駅へ向かう武浦10へ代替廃止された。これにより、田島 - 西浦和駅入口 - 田島団地間はさいたま市コミュニティバスのみが停車する。
- 南浦01（初代）：南浦和駅西口 - 白幡坂上 - 大里 - 四谷 - 田島団地

1986年12月10日に浦和駅まで延伸された。
- 南浦01（二代）：南浦和駅西口 - 白幡坂上 - 大里 - 武蔵浦和駅 - 沼影新道- 田島通り - 田島団地 - 田島 - 浦和駅西口

1985年10月1日の埼京線開通によって武蔵浦和駅経由へ経路変更したが、利用客の減少から1999年5月16日に廃止された。
- 南浦05：南浦和駅西口 - 白幡坂上 - 沼影 - 曲本 - 下笹目 - 高島平駅

都内乗り入れ路線を対象に実施された再編によって、1990年5月16日に廃止された。
- 南浦06：南浦和駅西口 - 白幡坂上 - 武蔵浦和駅 - 曲本 - 下笹目

2009年4月7日に廃止された。
- 南浦08（初代）：南浦和駅西口 - 辻五反田 - 大里 - 白幡坂上 - 南浦和駅西口（六辻循環）
- 南浦11（初代）：南浦和駅西口 - 上谷 - 伊刈消防署 - 川口北スポーツセンター - 川口市立医療センター
- 南浦11（二代）：南浦和駅西口 - 上谷 - 伊刈消防署 - 鹿島 - 川口市立医療センター

2004年12月16日に新設された南浦和駅と医療センターを結ぶ路線。2008年3月30日の埼玉地区大規模改正によって鹿島経由へ経路変更された。2010年12月1日に廃止。
- 南浦83：南浦和駅西口 - 辻五反田 - 武蔵浦和駅 - 曲本 - 戸田車庫

2003年11月16日に南浦和駅発着の出入庫を南浦80に統一するため、廃止された。
- 戸01：戸田公園駅 - 五差路 - 下笹目

1985年10月1日の埼京線開業によって新設された。現在の戸52とは経由地が異なっており、現在は運行していない。
- 戸53：戸田公園駅西口 - 浅間橋 - 根木橋 - 下笹目 - 彩湖・道満グリーンパーク入口 - 美女木 - 戸田車庫

川53の戸田公園駅発着便である。2003年11月16日に廃止された。
- 増14（初代）：成増駅北口 - 赤塚四丁目 - 吹上新道 - 笹目橋 - 下笹目 - 戸田車庫 - 蕨駅西口
- 増14（二代）：成増駅北口 - 赤塚四丁目 - 吹上新道 - 笹目橋 - 下笹目
- 増14-2：成増駅北口 - 吹上新道 - 笹目橋 - 下笹目 - 道満グリーンパーク - 戸田車庫 - 蕨駅西口
- 増83：成増駅北口 - 吹上新道 - 笹目橋 - 下笹目 - 戸田車庫

1998年の大規模再編で下笹目発着へ短縮され、2003年11月16日に増14-2が廃止、2004年11月12日に残った増14（二代）が練馬へ移管された。増83は2004年11月12日に増14を練馬へ移管した際に必要性が無くなり廃止された。
- 増12 : 成増駅入口 - 城山 - 吹上新道 - 笹目橋 - 笹目 - 五差路 - 西川口駅西口
- 増82：成増駅入口 - 城山 - 吹上新道 - 笹目橋 - 笹目 - 下笹目 - 美女木 - 戸田車庫

1990年5月16日に廃止された
- 川100：川口駅西口 -（直行）- 戸田ボートレース場

COVID-19流行や来場者の減少により運休中のところ、2023年1月7日付で正式と廃止とBOATRACE戸田よりプレスリリースが発表された。なお、戸田公園駅発着はそのまま残存。

## 車両

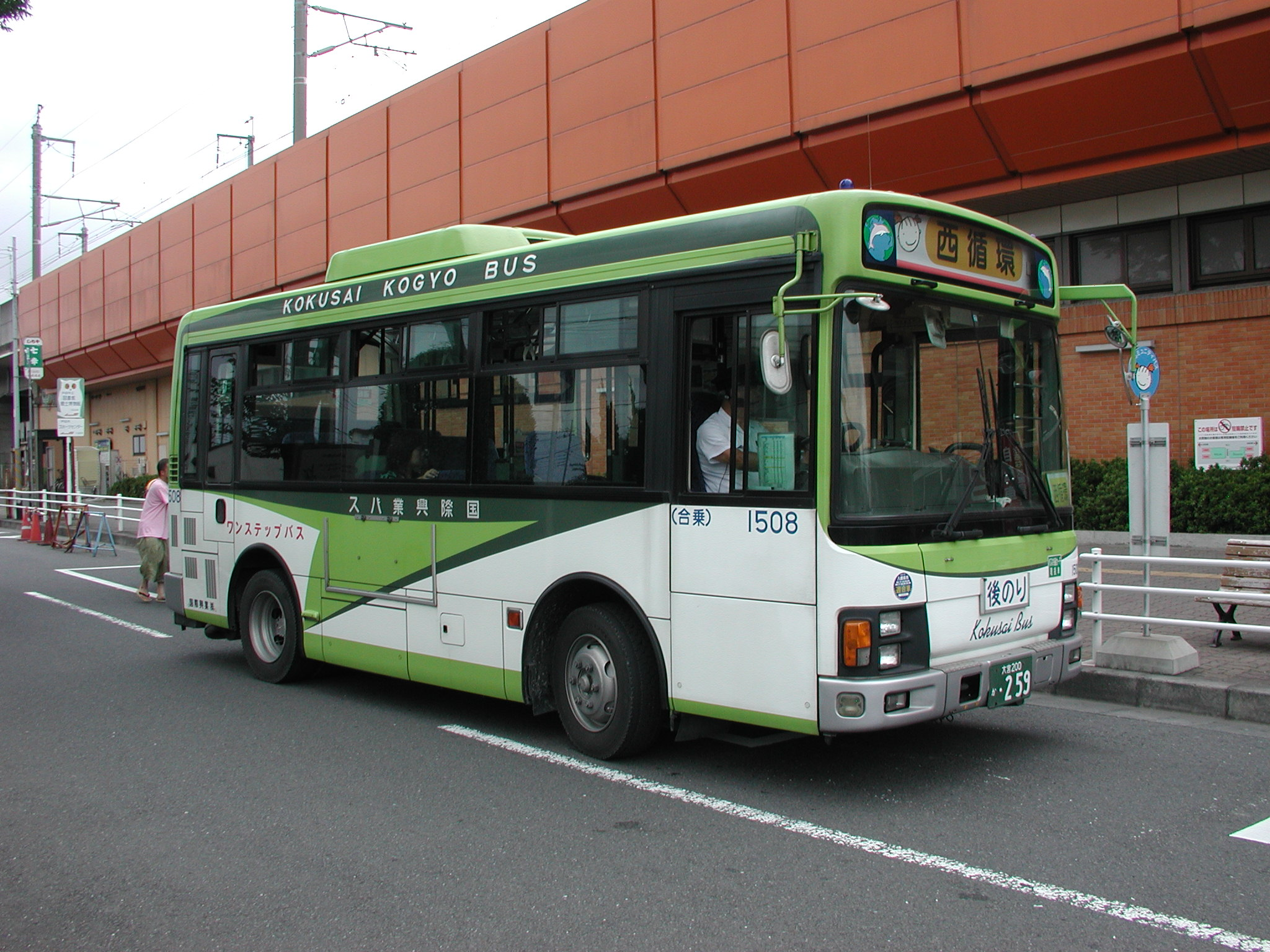
「toco」幕が収録されたいすゞ・エルガミオ7M車両(1508)

一般路線車については他営業所と同様にいすゞ自動車社製であるが、戸田市コミュニティバス『toco』（国際興業受託分の計4路線）用と蕨市コミュニティバス『ぷらっとわらび』用に日野・ポンチョが在籍している。
このうち、いすゞ・エルガミオ7M車両の方向幕には、他の車両にはない『toco』用（他社受託の美笹循環を除く）及び『ぷらっとわらび』用の方向幕も収録されているが、そちらについては通常運用されている専用車両が点検に入った際、エルガミオ7M車両を代車として運用される。なお、エルガミオ7M車両は2017年12月をもって全廃となった。
かつてCNGエンジン車両も在籍していたが、同営業所内にはCNGスタンド設備がないため所外のCNGスタンドにて充填していた。